# Echinoprocta rufescens
Genre
Espèce
Statut de conservation UICN

 LC  : Préoccupation mineure
Le Porc-épic rougeâtre (Echinoprocta rufescens) ou Porc-épic à queue en souche[réf. souhaitée], unique représentant du genre Echinoprocta, est une espèce de porcs-épics, de la famille des Erethizontidae qui regroupe les porcs-épics du continent américain.

## Distribution
Cette espèce est endémique de Colombie. Elle se rencontre dans l'est de la Cordillère des Andes, entre 800 et 2 000 m d'altitude.

## Classification
Cette espèce a été décrite pour la première fois en 1865 par le zoologiste britannique John Edward Gray (1800-1875).
Elle était auparavant classée dans le genre Coendou.

Synonyme : Coendou rufescens